# Netherlands Carillon

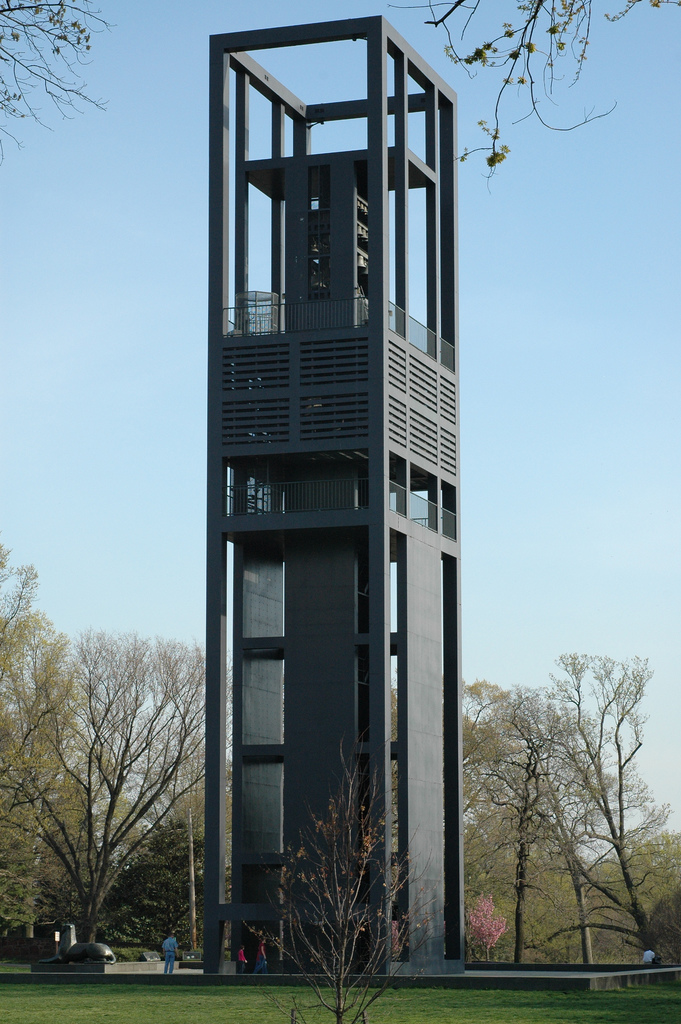
Het Carillon gezien van het zuidwesten

Het Netherlands Carillon, geplaatst naast Arlington National Cemetery, was een geschenk van het Nederlandse volk aan de Verenigde Staten in 1954. De beiaard werd geschonken om de Verenigde Staten te bedanken voor de hulp gedurende de Tweede Wereldoorlog en de Marshallhulp die het ontving na die oorlog.

## Geschiedenis
Het plan om een carillon te geven werd bedacht door Govert Verheul, persvoorlichter van het Ministerie van Economische Zaken, die op het idee kwam toen twee wijnglazen tegen elkaar aanbotste tijdens de afwas eind 1951. Het eerste klokje van het carillon, dat de tekst bevatte "Ik kleinste / de reinste" en de naam Marijke, zou overhandigd worden door koningin Juliana aan president Truman op 4 april 1952, maar door een fout van de Nederlandse ambassade was het zoekgeraakt. Het carillon stond tussen 1954 en 1960 op West-Potomac Park in Washington D.C. omdat Nederland aanvankelijk niet genoeg geld had om naast de klokken ook een klokkentoren te geven. De beiaard met 49 klokken, werd vervaardigd door drie klokkengieterijen, Fa. Van Bergen uit Groningse Heiligerlee, Petit & Fritsen uit Aarle-Rixtel, en Eijsbouts uit Asten en werd in 1960 geïnstalleerd in de door J.W.C. Boks (architect te Rotterdam) ontworpen toren. In 1995 werd ter gelegenheid van Bevrijdingsdag op 5 mei een vijftigste klok toegevoegd die eerder dat jaar overhandigd was door premier Wim Kok aan president Bill Clinton. De beiaard speelt op elk uur de melodie Westminsterslag. Op bepaalde data wordt speciale muziek gespeeld: 5 mei (Bevrijdingsdag), 4 juli (Independence Day), 2 september (V-J Day) en Thanksgiving Day.

## Symboliek van de Klokken
Elke klok heeft een embleem dat een bepaalde groep in de Nederlandse samenleving vertegenwoordigt. De kleinste klok vertegenwoordigt de jeugd van Nederland; de zwaarste klok weegt 5800 kg en is opgedragen aan de Nederlandse Antillen. Ook de toen elf Nederlandse provincies hebben ieder een klok gekregen. Samen met die van de Nederlandse Antillen vormen die het laagste octaaf. Het middensegment van de klokken wordt gevormd door klokken die verschillende Nederlandse beroepsgroep symboliseren. Zo is er een klok voor de mijnbouw, voor de visserij, maar ook eentje voor vrouwenorganisatie. De hoogste octaaf wordt gevormd door 12 klokken die de Nederlandse jeugd vertegenwoordigen, die ook letterlijk de hoogste stemmen hebben.
De klokken van het Netherlands Carillon zijn de meest rijk geïllustreerde klokken die ooit vervaardigd zijn voor een carillon. Niet alleen staat er een embleem op alle klokken, maar op de oorspronkelijke 49 klokken zijn ook bijzondere randversierselen te zien die een beeld van Nederland schetsen. De gedichten die op de klokken staan, zijn van de dichter Ben van Eysselsteijn. De emblemen, randversieringen en belettering zijn van de Nederlandse kunstenaars Gerard van Remmen, Genia van der Grinten-Lücker en Louis Meijs. Als onderdeel van de grootschalige renovatie die in 2019 is gestart, zal Nederland drie nieuwe klokken geven aan de Verenigde Staten die opgedragen zullen worden aan drie Amerikanen die zich verdienstelijk hebben gemaakt voor de vrijheid: George Marshall, Eleanor Roosevelt en Martin Luther King.

## Klokkentoren
De klokkentoren van de Rotterdamse wederopbouw architect Joost Boks, is een open staalconstructie van 40 meter hoog en staat op een klein plein van kwartsiet. De toren is bijzonder omdat het het eerste modernistische ontwerp is in het monumentale hart van de Amerikaanse hoofdstad. De meeste monumenten in Washington D.C., waaronder de Lincoln Memorial, het Washington Monument en het Capitool, waar het Netherlands op uitkijkt, zijn neoklassiek, of figuratief, zoals het Marine Corps War Memorial dat een paar honderd meter naast het Netherlands Carillon staat. Met z'n strakke horizontale en verticale lijnen doet Boks' toren sterk denken aan de principes van de Stijl, hoewel Boks nooit lid was van die groep.
Boks was niet de eerste architect die werd benaderd om de klokkentoren van het Netherlands Carillon te ontwerpen. Gerrit Rietveld werd als eerste benaderd, maar die werd teruggetrokken door minister van Buitenlandse Zaken, Joseph Luns, en de Nederlandse ambassadeur in Amerika, Herman van Roijen, vanwege zijn communistische sympathieën. Luns en Van Roijen waren bang voor een politieke rel tijdens het hoogtepunt van McCarthyisme in Amerika. Nadat J.J.P Oud afzegde, werd Boks benaderd.
De stalen klokkentoren werd vervaardigd door de klokkengieterij Petit & Fritsen in Aarle-Rixtel. Twee bronzen leeuwen, ontworpen door de Nederlandse beeldhouwer Paul Koning, bewaken het plein. Rond de toren zijn duizenden tulpen aangeplant.

## Verval en herstel
Kort na de ingebruikname van het Netherlands Carillon in 1960 kwamen er klachten dat de toren gebreken zou vertonen en ook dat de klokken niet zuiver klonken en onvoldoende op elkaar afgestemd zouden zijn. Zo werd de ruimte waar de grote klokken hingen een soort duiventil en bleek de beiaardierscabine niet bestand tegen de extreme weersomstandigheden. Ook begonnen de stalen platen en het stalen skelet roestplekken te vertonen en zaten er scheuren in de tegels op het plein waar het carillon op stond. Frank P. Law, de eerste beiaardier van het Netherlands Carillon, werd de grootste pleitbezorger voor het herstel van het carillon. Na kleine herstelreparaties vond de eerste grote renovatie plaats in 1995, toen Nederland en Amerika, de vijftigste verjaardag van het einde van de Tweede Wereldoorlog vierde. Op de grootste 13 klokken na, werden alle klokken herstemd door Koninklijke Eijsbouts en de National Park Service nam de klokkentoren onder handen. In de loop der tijd bleek opnieuw een renovatie nodig. Ook had de herstemming in 1995 niet tot het gewenste resultaat geleid, zodat de klokken in 2019 allemaal uit de klokkentoren gehaald werden. Op 3 december 2019 arriveerden de 50 klokken in Asten voor een algehele onderhoudsbeurt door de firma Eijsbouts. Dit vond plaats tijdens een tweede grootscheepse renovatie ter gelegenheid van het 75ste jubileum van het einde van de Tweede Wereldoorlog. Dit keer worden alle klokken herstemd en giet Eijsbouts bovendien drie nieuwe klokken die in 2020 of 2021 aan Amerika gegeven worden. Een deel van de klokken is tentoongesteld in Museum Klok & Peel in Asten dat een tentoonstelling wijdt aan de geschiedenis van het Netherlands Carillon, getiteld Klokken voor Amerika.

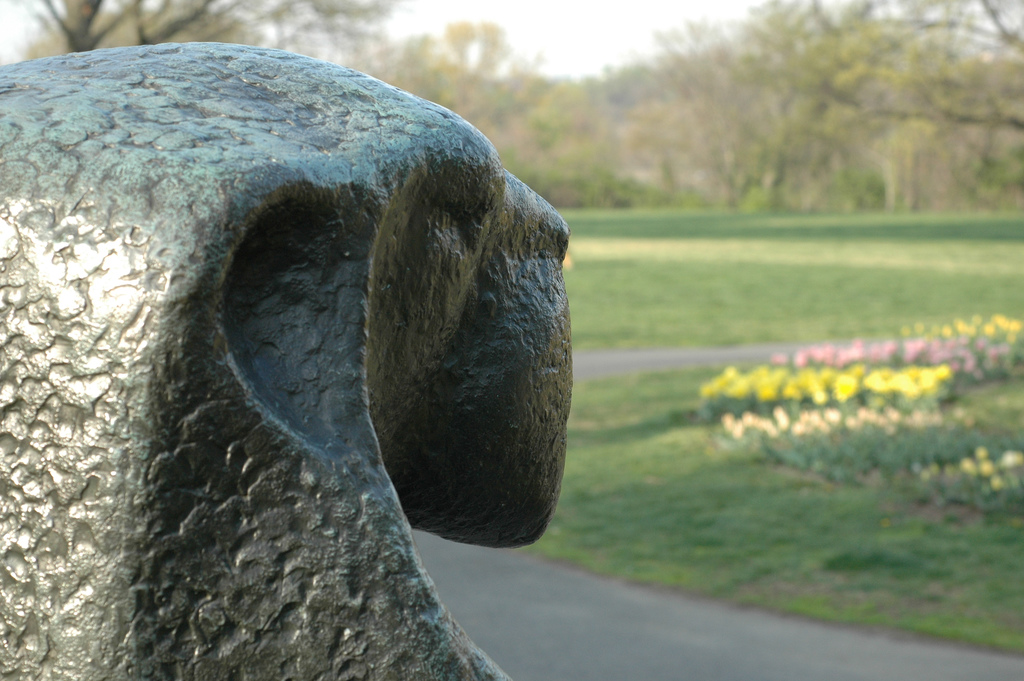
Een van de bronzen leeuwen uit 1954 van Paul Koning